# Leo W. O’Brien

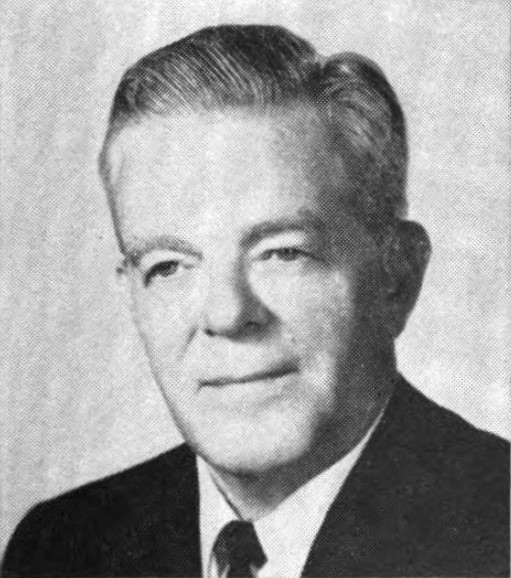
Leo W. O’Brien (1965)

 Leo William O’Brien (* 21. September 1900 in Buffalo, New York; † 4. Mai 1982 in Albany, New York) war ein US-amerikanischer Politiker. Zwischen 1952 und 1966 vertrat er den Bundesstaat New York im US-Repräsentantenhaus.

## Werdegang
Im Jahr 1922 absolvierte Leo O’Brien die Niagara University. Danach arbeitete er als Journalist sowie später als Radio- und noch später als Fernsehkommentator. Politisch schloss er sich der Demokratischen Partei an. Zwischen 1935 und 1952 gehörte er der Albany Port District Commission an.
Nach dem Tod des Abgeordneten William T. Byrne wurde O’Brien bei der fälligen Nachwahl für den 32. Sitz von New York als dessen Nachfolger in das US-Repräsentantenhaus in Washington, D.C. gewählt, wo er am 1. April 1952 sein neues Mandat antrat. Nach sieben Wiederwahlen im 30. und im 29. Wahlbezirk seines Staates konnte er bis zu seinem Rücktritt am 30. Dezember 1966 im Kongress verbleiben. In seine Zeit im US-Repräsentantenhaus fielen das Ende des Koreakrieges und innenpolitisch die Bürgerrechtsbewegung. Außerdem begann damals der Vietnamkrieg.
1966 verzichtete O’Brien auf eine weitere Kongresskandidatur. Er trat am 30. Dezember dieses Jahres, vier Tage vor dem offiziellen Ablauf der Legislaturperiode, von seinem Mandat zurück. Nach dem Ende seiner Zeit im US-Repräsentantenhaus war er Vorsitzender des Planungsausschusses im Albany County und der Adirondack Study Commission. Er starb am 4. Mai 1982 in Albany, wo er auch beigesetzt wurde.